# Zarządzanie przez jakość
Zarządzanie przez jakość (inaczej: kompleksowe zarządzanie jakością, totalne zarządzanie jakością, ang. total quality management, TQM) – rodzaj filozofii zarządzania jakością, bazującej na nieustannym diagnozowaniu i doskonaleniu wszystkich elementów przedsiębiorstwa.
Uczestniczą w nim wszyscy pracownicy poprzez pracę zespołową, zaangażowanie i stałe podnoszenie kwalifikacji. Celem jest osiągnięcie długotrwałego sukcesu, którego źródłem są zadowolenie klienta oraz korzyści dla organizacji i jej członków oraz dla społeczeństwa.

## Idea
Zarządzanie przez jakość opiera się na kilku założeniach:
1. Zaangażowanie każdego pracownika w przedsiębiorstwie w doskonalenie najdrobniejszych aspektów jego działalności. Doskonalenie to odbywa się poprzez częste drobne usprawnienia, a nie wielkie inwestycje. Przyczyną takiego podejścia jest rachunek efektywności – inwestycja wiąże się z nakładami, a zatem wyższa jakość, większa produkcja czy niższe koszty okupione są wcześniejszymi wydatkami. Prawdziwy wzrost efektywności występuje, gdy ten efekt powodują setki drobnych, tanich zmian.
2. Optymalizowanie procesów. Wykorzystanie prostych i uniwersalnych narzędzi oraz maszyn, które można łatwo i szybko przezbroić, maksymalizuje czas, kiedy można produkować. Synchronizacja pracy poszczególnych stanowisk pozwala minimalizować koszty zapasów. Wykonanie zadań dobrze za pierwszym razem sprawia, że praca nie jest destabilizowana przez ciągłe poprawki.
3. Przyczyną przeważającej większości problemów jakościowych jest niewłaściwe zarządzanie firmą, organizacja pracy, motywacja. Zaledwie kilka procent błędów powodowanych jest przez pracowników przy linii produkcyjnej.
4. Sukces stosowania zarządzania przez jakość jest oddalony w czasie, ponieważ dopiero długotrwałe stosowanie metod powoduje uzyskanie przewagi konkurencyjnej. Sukces musi przekładać się jednak nie tylko na działalność organizacji, ale także na korzyści dla społeczeństwa, środowiska naturalnego itp., ponieważ przedsiębiorstwo musi brać na siebie społeczną odpowiedzialność.

## Rozwój
Pojęcie Zarządzanie przez jakość pojawiło się na przełomie lat 70. i 80. XX wieku w Stanach Zjednoczonych i szybko stało się modną, choć – jak pokazały doświadczenia przedsiębiorstw – słabo rozumianą koncepcją. Jednak źródeł TQM należy szukać już w latach 20. XX wieku.
Prowadzone w latach 20. badania Waltera Shewharta nad statystycznym opisem zmienności w produkcji zaowocowały opracowaniem założeń statystycznego sterowania procesami, a później statystycznego sterowania jakością. Metody te zostały wykorzystane już w czasie II wojny światowej w przemyśle zbrojeniowym Stanów Zjednoczonych. Jednak boom popytowy, jaki miał miejsce po zakończeniu wojny spowodował, że kwestie jakości zeszły na dalszy plan.
Sterowaniem jakością za pomocą metod statystycznych zainteresowali się pod koniec lat 40. inżynierowie japońscy. Stało się to za sprawą Williama Edwardsa Deminga, ucznia W. Shewharta, który przedstawił w Japonii serię wykładów na ten temat. Zdarzenie to uważa się za początek rozwoju nowego podejścia do jakości produktów. Od początku lat 50. wiedzę na temat statystyki oraz jakości propagował w Japonii także Joseph Juran.
Na początku lat 60. opublikowano koncepcję total quality control – kompleksowego sterowania jakością, która zbierała w postaci kilku zasad osiągnięcia i doświadczenia współpracy amerykańsko-japońskiej. Zasady te zostały zrewidowane i znacznie rozszerzone kilka lat później, gdy wprowadzono koncepcję total quality commitment znaną także jako company-wide quality commitment.
Kryzys naftowy w Stanach Zjednoczonych spowodował, że Amerykanie zainteresowali się małymi i tanimi autami z Japonii. Okazało się, że są one bardziej niezawodne od pojazdów rodzimej produkcji, dzięki czemu sprzedaż szybko rosła. Zaniepokojone konkurencją amerykańskie koncerny motoryzacyjne zaczęły poszukiwać przyczyn swoich porażek. Skutkiem tych poszukiwań były pierwsze poza Japonią próby wdrożeń metod total quality commitment. Nazwę total quality management przyjęto w Stanach Zjednoczonych dla podejścia (nazywanego przez niektórych autorów filozofią) wykorzystującego zestaw metod projakościowych. Nie wszystkie z tych metod pochodziły z Japonii, niektóre zostały opracowane przez korporacje amerykańskie (np. Sześć Sigma, Failure Mode and Effects Analysis).
W latach 80. nastąpiła popularyzacja zarządzania przez jakość w Stanach Zjednoczonych i Europie. Szybko jednak okazało się, że efekty są dalekie od osiągnięć japońskich. Stwierdzono, iż głównymi przyczynami niepowodzeń była próba skopiowania metod bez uwzględnienia odmiennej kultury organizacyjnej i narodowej. Zachodnie przedsiębiorstwa zorientowane na krótkoterminowe projekty poprawy, przynoszenie zysków akcjonariuszom, oceniające swoich pracowników na podstawie osiągnięć w krótkich okresach, nie były w stanie sprostać filozofii mozolnego, długotrwałego doskonalenia organizacji w każdym aspekcie jej działalności. Stąd w latach 90. zarządzaniu przez jakość przeciwstawiono reengineering – koncepcję rewolucyjnych zmian w całej firmie. Wprowadzenie reengineeringu okazało się bardzo drogie. Po niepowodzeniu kilku dużych projektów wdrożeniowych, autorzy koncepcji zrewidowali swoje poglądy i ograniczyli się do rewolucyjnych zmian tylko w kluczowych procesach.
W okresie powojennym motto japońskiego przemysłu brzmiało dogonić zachód. Jednak, gdy w połowie lat 90. zdano sobie sprawę, że Japonia staje się liderem, zarządy przedsiębiorstw stanęły przed wyzwaniem zmiany polityki zarządzania organizacjami. Dotychczas bowiem zarządzanie przez jakość było zorientowane na wnętrze firmy. Pozycja lidera wymaga stosowania metod zarządzania strategicznego, a obecnie także uwzględniania w strategiach problemu globalizacji. Rozwijając filozofię jakości w nowym kierunku Japończycy sięgają po zachodnie metody i koncepcje, które stosują po udoskonaleniu i dostosowaniu do swojej specyfiki.

## Twórcy
Twórcy (prekursorzy) w dziedzinie zarządzania jakością:
- Philip Crosby
- William Edwards Deming
- Armand Feigenbaum(inne języki)
- Kaoru Ishikawa
- Joseph Juran
- Walter A. Shewhart
- Gen’ichi Taguchi
- Edward Kindlarski

## Nagrody zarządzania jakością
- Pomorska Nagroda Jakości[3]
- Nagroda im. Deminga
- Nagroda im. Malcolma Baldrige’a
- Europejska Nagroda Jakości
- Polska Nagroda Jakości
- Regionalne Nagrody Jakości
- Gwarancja Najwyższej Jakości